# Rue Ordener
Rue Ordener är en gata i Quartier de la Goutte-d'Or, Quartier de Clignancourt och Quartier des Grandes-Carrières i Paris artonde arrondissement. Gatan är uppkallad efter den franske generalen Michel Ordener (1755–1811) och hans son, general Michel Ordener (1787–1862). Rue Ordener börjar vid Rue Marx-Dormoy 73 och Rue de la Chapelle 1 och slutar vid Rue Championnet 191.

## Omgivningar
- Notre-Dame de Clignancourt
- Sainte-Geneviève des Grandes Carrières
- Saint-Jean de Montmartre
- Square Maurice-Kriegel-Valrimont
- Square Carpeaux
- Square Léon-Serpollet
- Square Raymond-Souplex
- Impasse des Cloÿs
- Passage des Cloÿs
- Rue des Cloÿs

## Bilder
| - Gatuskylt. - Notre-Dame de Clignancourt. - Sainte-Geneviève des Grandes Carrières. - Saint-Jean de Montmartre. - Square Maurice-Kriegel-Valrimont. - Impasse des Cloÿs. |

## Kommunikationer
- Tunnelbana – linje  – Jules Joffrin
- Busshållplats Mairie du 18e – Jules Joffrin – Paris bussnät

### Webbkällor
- ”Rue Ordener”. Mairie de Paris. https://web.archive.org/web/20150910070726/http://www.v2asp.paris.fr/commun/v2asp/v2/nomenclature_voies/Voieactu/6845.nom.htm. Läst 12 september 2023.
- ”Rue Ordener”. Les rues de Paris. https://web.archive.org/web/20190702105331/http://www.parisrues.com/rues18/paris-18-rue-ordener.html. Läst 12 september 2023.